# Łazy (Bieździedza)
Łazy – część wsi Bieździedza w Polsce, położona w województwie podkarpackim, w powiecie jasielskim, w gminie Kołaczyce.
Dawniej samodzielna miejscowość i gmina jednostkowa.
W latach 1975–1998 miejscowość administracyjnie należała do województwa krośnieńskiego.